# 1953 na Alemanha
Esta é uma cronologia dos fatos acontecimentos de ano 1953 na Alemanha.

## Eventos
- 27 de março: Entra em vigor o Acordo do Luxemburgo.
- 3 de maio: Inicia a transmissão do programa de rádio Deutsche Welle.
- 21 de junho: O 1. FC Kaiserslautern conquista o campeonato alemão de futebol ao vencer o VfB Stuttgart por 4 a 1.
- 20 de outubro: Terminam o Chanceler e o ministérios do Primeiro Gabinete Adenauer.
- 6 de setembro: Ocorrem as eleições federais na Alemanha Ocidental.